# تپه بلمانه ۲
تپه بلمانه ۲ مربوط به عصر مفرغ - دوره اشکانیان است و در شهرستان کرمانشاه، بخش ماهیدشت، دهستان ماهیدشت، ۶۰۰ متری شرق روستای بلمانهٔ رفیق آباد علیا واقع شده و این اثر در تاریخ ۷ اسفند ۱۳۸۶ با شمارهٔ ثبت ۲۱۷۴۱ به‌عنوان یکی از آثار ملی ایران به ثبت رسیده است.